# Siddhi
Siddhi (Sanskriet सिद्धिः siddhiḥ, ook wel sidhi, voltooiing, het bereiken of succes) is bovennatuurlijke kracht of yogakracht. Deze bovennatuurlijke krachten zijn bekend in het hindoeïsme en het tantrisch boeddhisme. Deze spirituele krachten variëren van relatief simpele vormen van helderziendheid tot de kunst van de levitatie, bilocatie (aanwezig zijn op verschillende plaatsen tegelijkertijd), zo klein worden als een atoom, objecten materialiseren, toegang hebben tot herinneringen van vorige levens, enzovoorts.
De meningen omtrent gebruik en ontwikkeling van siddhi's lopen uiteen. De ene school zegt dat het normale krachten zijn en dat men zich er niet moet op toeleggen daar ze iemand van zijn pad afbrengen. Een andere school vindt dat siddhi's juist wel ontwikkeld moeten worden daar ze iemand helpen Gods macht te begrijpen. Siddhi's kunnen zich op natuurlijke wijze manifesteren of verkregen worden door uitgebreide beoefening van meditatie; volgens Patanjali's Yogasoetra's: "door geboorte, door het gebruik van kruiden, door recitatie, door ascetische oefeningen, of door hoger bewustzijn (samadhi)".
Het uiteindelijke doel is niet het vermogen van siddhi's, maar bevrijding, Zelf-realisatie, eenwording, opgaan van het individuele bewustzijn (jivatman) in het Goddelijke Bewustzijn van paramatman (Brahman). Alleen diegene die zijn lagere aard volledig heeft overwonnen en vairagya (ongehechtheid) heeft verkregen, kan deze krachten zonder gevaar gebruiken om anderen te helpen.
Ook de beoefenaars van transcendente meditatie kennen siddhi-technieken voor gevorderden; een ervan is Yogisch Vliegen en is een vorm van levitatie. In de TM-beweging schrijft men gewoonlijk sidhi in plaats van siddhi.
De yogi's die het vermogen hebben van de siddhi's, zijn siddha's (Adepten). Zij hebben zichzelf vervolmaakt en leven in een staat van de hoogste Verlichting. De Adept bezit naast alle genoemde vermogens ook de allerhoogste wijsheid die misbruik van deze vermogens onmogelijk maakt.

## Terminologie
Yogakrachten zijn een belangrijk onderdeel van meerdere Zuidaziatische religieuze tradities. Het komt voor in teksten als de Yogasoetra's en in commentaren of bhashya's daarop, zoals de Yogabhashya. De terminologie voor deze yogakrachten varieert echter en wordt niet altijd als siddhi aangeduid, terwijl ook de betekenis van siddhi zelf varieert.
In de Yogasoetra's worden de krachten aangeduid als jnana (kennis), aisvarya (beheersing), siddhi en vibhuti (alomtegenwoordigheid, alleen gebruikt als naam voor het derde hoofdstuk). In de Mahabharata wordt vaak bala gebruikt, terwijl in werken over hatha-yoga vaak over guna's wordt gesproken. In bepaalde werken van het tantrisch shaivisme wordt gesproken over gunastaka, terwijl daar siddhi niet noodzakelijk de yogakrachten betreft.
In Indiase boeddhistische teksten wordt gesproken over rddhi (prestatie) en abhijna (hogere kennis), terwijl in de boeddhistische stroming mahayana veel gesproken wordt over adhisthana en vikrvana.
In het jaïnisme wordt door de digambara's ook veelal gesproken over rddhi, terwijl de shvetambara's spreken over labdhi.
In wetenschappelijke teksten wordt veelal gesproken over siddhi's, waarschijnlijk onder invloed van het shaivisme.

## Srimad Bhagavatam
In canto 11, hoofdstuk 15 van de Srimad Bhagavatam wordt gesproken over achttien siddhi's, acht primair en tien secundair. De acht primaire zijn:
- anima, het vermogen de kleinste te worden
- mahima, het vermogen de grootste te worden
- laghima, het vermogen de lichtste te worden (garima, het vermogen de zwaarste te worden, wordt hier niet genoemd)
- prapti, het vermogen om elk materieel voorwerp te verwerven en om alles zintuiglijk waar te nemen, ook de zintuiglijke vermogens van anderen
- prakamya, het vermogen om ieder aangenaam object te ervaren, in deze wereld of de volgende
- isitva, het vermogen om de krachten van maya te beheersen
- vasitva, het vermogen iedereen te beheersen of zichzelf buiten de drie geaardheden der natuur te houden
- kamavasayita, het vermogen ieder verlangen te beantwoorden

Zonder de laatste, maar inclusief garima zijn dit de traditionele acht siddhi's, de ashta siddhi.
De tien secundaire zijn:
- anurmi-mattvam, het vermogen om in dit lichaam niet te worden geplaagd door honger en dorst
- dura-sravana, het vermogen om zaken ver weg te horen
- dura-darsanam, het vermogen om dingen ver weg te zien
- manah-javah, het vermogen om zich met de snelheid van de geest te verplaatsen (teleportatie)
- kama-rupam, het vermogen om iedere willekeurige vorm aan te nemen
- para-kaya pravesanam, het vermogen om lichamen van anderen binnen te gaan
- sva-chanda mrtyuh, het vermogen om te sterven bij wilsbesluit
- devanam saha krida anurdarsanam, het vermogen om getuige te zijn van en mee te doen met het spel de apsara's
- yatha sankalpa samsiddhih, het vermogen om naar eigen besluit van volmaakt succes te zijn
- ajna aprathihata gatih, het vermogen om de wil ongehinderd nageleefd te krijgen

Waar deze siddha's bereikt kunnen worden door zich te richten naar de heer Krishna, zijn er ook nog vijf vrij onbelangrijke siddhi's die bereikt kunnen worden door het beoefenen van yoga:
- tri-kala-jnatvam, om kennis te hebben van het verleden, het heden en de toekomst
- advandvam, om vrij te zijn van de dualiteiten zoals hitte en kou
- para-cittady-abhijnata, weet te hebben van wat anderen denken
- agny-arkambu-visadinam pratistambho, om de werking van het vuur, de zon, het water, vergif enzovoorts te stoppen
- aparajayah, het vermogen niet door anderen overweldigd te worden

Aan het einde van dit hoofdstuk wordt gesteld dat men de siddhi's weliswaar kan verwerven, maar dat dit geen doel op zich moet zijn. Slechts de onvolwassenen stellen zich dit als doel.

## DeYogasoetra'svan Patanjali
In het tweede hoofdstuk van de Yogasoetra's, de meest bekende yogatekst, schrijft Patanjali over acht aspecten van yoga ("eenheid"). In het derde hoofdstuk, Vibhuti Pada of Vermogens geheten, gaat hij nader in op drie van deze aspecten, dharana, dhyana en samadhi. Het samenbrengen van deze drie aspecten wordt samyama genoemd. Wanneer men dat beheerst, komt het licht van onderscheidende kennis (jnana). De toepassing van onderscheidende kennis is het ontdekken van hogere en hogere (bewustzijns)toestanden.
Dan beschrijft hij een groot aantal siddhi's, zoals:
- III:16, kennis van het verleden en de toekomst
- III:17, het verstaan van de geluiden van alle levende wezens
- III:18, kennis van vorige levens
- III:19, kennis van het denken van anderen
- III:20, niet de inhoud van andermans geest, omdat het doel niet is om zich te identificeren met de levens van anderen
- III:21, het vermogen tot onzichtbaarheid, door het verhinderen van contact tussen oog en licht
- III:22, op dezelfde wijze kan het verdwijnen van geluid worden verklaard
- III:23, kennis over de tijd van sterven
- III:24, het vermogen tot vriendelijkheid, mededogen, enzovoorts
- III:25, vermogens als de kracht van een olifant
- III:26, kennis van wat subtiel is, verborgen, of veraf
- III:27, kennis over het zonnestelsel
- III:28, kennis van de positie van de sterrensystemen
- III:29, kennis van de bewegingen van de sterren
- III:30, kennis van de systemen in het lichaam
- III:31, het vermogen tot het stillen van honger en dorst
- III:32, standvastigheid van het lichaam
- III:33, visioen van volmaakte wezens (siddha's)
- III:34, kennis van alles
- III:35, kennis van het bewustzijn, de aard van het denkvermogen
- III:36, kennis van de purusa
- III:37, verlicht horen, voelen, zien, proeven en ruiken

Ook hier geldt de waarschuwing:
- III:38, deze siddhi's vormen een belemmering voor samadhi

Hierna volgen weer meer siddhi's
- III:39, het vermogen een ander lichaam binnen te treden
- III:40, het vermogen tot levitatie
- III:41, het vermogen het lichaam helder te laten stralen, heerschappij over de hitte van de maag
- III:42, het vermogen van een hemels gehoor
- III:43, het vermogen zich te verplaatsen door de ether, de ruimte
- III:44, het verdwijnen van de sluier die het licht verbergt, maha-videha (contact met staat van bewustzijn voorbij het intellect)
- III:45, beheersing van de elementen, panca-bhuta's
- III:46, beheersing van de animan en de andere krachten
- III:47, schoonheid, elegantie, kracht en de hardheid van een diamant zijn de gaven van dat lichaam
- III:48, beheersing van de zintuigen
- III:49, beheersing van materie, pradhana (prakriti)
- III:50, beheersing van alles (almacht) en alwetendheid
- III:51, nu kan het punt worden bereikt van een zuiver spiritueel zijn, kaivalya, als 'zaad van gebondenheid' is vernietigd.

Over dit laatste volgt daarna nog een verdere uitweiding (52-56).
Yogabhashya, een commentaar op de Yogasoetra's van mogelijk Vyasa of Patanjali zelf, geeft een toelichting bij III:45 waarbij de andere krachten naast de anima worden gespecificeerd als de ashta siddhi of mahasiddhis, de grote siddhi's. Ook Misra gaf deze uitleg.
In het vierde hoofdstuk van de Yogasoetra's wordt gesteld dat de siddhi's niet alleen door samadhi bereikt kunnen worden, maar ook bij geboorte (janma), door kruiden (osadhi), mantra's en ascetisme (tapas).

## Samkhyakarika
In de Samkhyakarika, de vroegst overgebleven tekst van de samkhya, worden in vers 51 acht siddhi's genoemd, siddhayah astau, die evenwel een duidelijk minder bovennatuurlijk karakter hebben:
- uhah, redenering
- sabdah, mondeling onderricht
- adhyayanam, studie
- duhkha-vighatah trayah, drievoudige onderdrukkingen van pijn
- suhrt-praptih, verwerving van vrienden
- danam ca, liefdadigheid en zuiverheid

De drievoudige onderdrukkingen van pijn zijn de drie primaire siddhi's, de overig vijf zijn secundair.

## Bhagavad Gita
In de Bhagavad Gita, onderdeel van de Mahabharata, beschrijft hoofdstuk 10, Vibhuti Yoga, de krachten (vibhutis) van de god Krishna. Een aantal van de krachten van yoga komen overeen met die van de goden.

## Boeddhisme
In boeddhistische teksten komt het begrip siddhi in de betekenis van bovennatuurlijke krachten niet voor voor de opkomst van het tantrische boeddhisme of vajrayana in de zevende eeuw. Daarna komt het naar voren in onder meer de Manjusrimulakalpa en de Sarvadurgatiparisodhana. In de Abhidharmakosabhasya van Vasubandhu komen rddhi's aan bod die veel overeenkomsten hebben met de siddhi's uit Yogasoetra's 4.1.